# Borisława Iwanowa
Borisława Miłkowa Iwanowa (buł. Борислава Милкова Иванова, ur. 24 listopada 1964 w Widyniu) – bułgarska kajakarka. Brązowa medalistka olimpijska z Seulu.
Zawody w 1988 były jej jedynymi igrzyskami olimpijskimi. Zdobyła brąz w kajakowej czwórce na dystansie 500 metrów. Osadę tworzyły również Wania Geszewa, Diana Palijska i Ognjana Petrowa.